# My Love (chanson de The-Dream et Mariah Carey)
Pour les articles homonymes, voir My Love.
Singles de The-Dream et Mariah Carey
Rockin That Shit
(2008) Walkin' on the Moon
(2009)
Singles par Mariah Carey
Right to Dream
(2008) Obsessed
(2009)
My Love est une chanson du rappeur The-Dream et de la chanteuse américaine Mariah Carey, sortie le 24 février 2009. Second extrait du deuxième album solo du rappeur, Love Vs Money, elle est écrite par The-Dream, Mariah Carey et Carlos McKinney et composée par The-Dream et Carlos McKinney.

## Accueil
La chanson atteint la 36e meilleure place au Billboard Hot R&B/Hip-Hop Songs.

## Vidéoclip
Le vidéoclip est dirigé par Nick Canon. Il est tourné à Los Angeles.

## Classement
| Chart (2009)                   | Peak position |
| ------------------------------ | ------------- |
| États-Unis (Hot 100)           | 82            |
| États-Unis (R&B/Hip-Hop Songs) | 36            |
| US Billboard Digital Songs     | 73            |